# توماس كاري
توماس كاري (بالإنجليزية: Thomas carew) هو شاعر إنجليزي وهو من ضمن مجموعة شعراء كارولين.

## السيرة
كان توماس إبن السير ماثيو كاري وهو أحد كبار المسؤولين في محكمة الإنصاف الإنجليزية وزوجته أليس ابنة عمدة لندن السير جون ريفرز. كان الشاعر توماس الأبن الثالث من أصل إحدة عشر أبنا لوالديه وقد ولد في ويكهام الغربية في لندن. ألتحق بكلية ميرتون بأكسفورد عام 1595م عندما كان يبلغ الثالثة عشرة من عمره.وحصل على شهادة الماجستير في بدايات عام 1611م ومن ثم أكمل دراسته في المعبد الأوسط. بعد سنتين إشتكى والده إلى السير دادلي كارلتون بان أبنه لم يبلي جيداً في دراسته وعلى إثر ذلك، تم إرساله إلى إيطاليا كفرداً من العاملين في منزل عائلة السير دادلي، وعندما عاد السفير من البندقية تبين بأنه قد إحتفظ بتوماس، لانه كان يعمل منسقا له في لاهاي في بدايات عام 1616م. ولكن فصل من العمل في خريف 1616م بسبب طيشه، وبعد ذلك واجه صعوبة في الحصول على وظيفة أخرى.وفي أغسطس لعام 1618م توفي والد توماس وبعد ذلك تم تعيينه تحت خدمة بارون بلدة شيربوري البارون إدوارد هربرت حيث رحل معه بالقطار إلى فرنسا بعام 1619م ويعتقد أنه بقي يعمل مع هيربيرت حتى عودته إلى إنجلترا بعد إتمام مهامه الدبلوماسية في عام 1624م.
في قصة رويت عن توماس روبما تكون ملفقة قيل فيها بأنه عندما كان على رأس عمله أظهر لباقة ورجاحة عقل رائعة حينما يطفئ الشمعة التي إستخدمها ليوصل  تشارلز الأول ملك إنجلترا لعرش الملكة لأنه لاحظ بأن القديس آلابانز قدم قام بإحاطة ذراعيه حول رقبة الملكة وعلى إثر ذلك لم يشك الملك بشيء وأمطرت الملكة بعد ذلك توماس بالمديح وصنع الجميل للشاعر.وربما في عام 1630م تم تعيين توماس كاري مقدم نبيذ أو متذوق نبيذ الملك.وخلال هذه الفترة قد قام بتقوية علاقاته مع السير جون سكلنج وبن جونسون وإيرل كلاريندون الأول إدوارد هايد. وصف جون دون توماس «بشخص ذو دهاءٌ طريفٌ ولطيف» حيث كان جون دون معروفا كواعظاً ملكياً والذي أثر بشكل كبير على عبقرية توماس حتى وفاته في عام 1631م. قام توماس كاري في فبراير لعام 1633م بعمل مسرحية ماسك بعناون سماء بريطانيا (Coelum Britanicum) والتي عرضت في في قاعة وايتهال وطبعت في عام 1634م.
كانت خاتمة حياة كاري غامضة بعض الشيء وأُعتِقد بأن قد وافته المنية من وقت طويل في عام 1639م وأيضا ربما قد يثبت نشر أولى إصدارات قصائده ذلك حيث نُشِرت بعام 1640 والتي قد تدل على صدورها بعد وفاته. لكن كلارندون يقول «وبعد خمسون سنة من حياته والتي عاشها بأقل قدر من الدقة والمشقة، توفي نادما لعدم حصوله لى تلك الرخصة».واذا كان كاري قد عاش لمدة تزيد عن الخمسين سنة فسيدل ذلك على أنه قد وافته المنية خلال أو بعد عام 1645م، وما يقربنا أكثر من ذلك هو صدور إضافات أخيرة على قصائده بالإصدار الثالث لعام 1645م.

## أشهر الأعمال الشعرية
- 1- إلى سيدةٍ أرادت أن أبادرها حباً
- 2-أبدية حبٌ شاكي
- 3-وسطية حبٌ رفِض
- 4- القناعةُ للإستمتاع
- 5- القناعةُ للحبِ
- 6-الجمال القاتل
- 7- جمال زاهي
- 8-إعلمي يا سيليا بما أنك فخورة بنفسك
- 9-سيليا تنزف، إلى الجراح!
- 10-نقش تذكاري بضريح الراحلة ماري فيليرز
- 11-احتجاج السرية
- 12-إلى خليلتي المتقلبة
- 13-الشجاعة في الحب
- 14-عودة ديسداين
- 15-آخر
- 16-خليلتي تأمرني بإعادة رسائلها
- 17-قناعات للمرح
- 18-الخليلة الجميلة
- 19-الخليلة القاسية
- 20-الخليلة السماوية
- 21-هو الذي يعشق الخد الزهري
- 22-شفاه وأعين
- 23-جمال ممتنٌ مُهددٌ
- 24-قصيدة الربيع

## مؤلفات
- Thomas Carew (1810). A selection from the poetical works of Thomas Carew [ed. by J. Fry.]. مؤرشف من الأصل في 2017-04-03.
- Thomas Carew (1824). The works of Thomas Carew: reprinted from the original edition of MDCXL (1640). Printed for W. and C. Tait. مؤرشف من الأصل في 2017-04-03.
- Thomas Carew (1870). The Poems of Thomas Carew: Sewer in Ordinary to Charles I. and a Gentleman of His Privy Chamber. Roxburghe Library. ص. 242–. مؤرشف من الأصل في 2020-03-22.
- Thomas Carew (1893). The poems and masque of Thomas Carew...: With an introductory memoir, an appendix of unauthenticated poems from mss., notes, and a table of first lines. Reeves and Turner. مؤرشف من الأصل في 2017-04-03.

## روابط خارجية
- توماس كاري على موقع الموسوعة البريطانية (الإنجليزية)
- توماس كاري على موقع ميوزك برينز (الإنجليزية)
- توماس كاري على موقع إن إن دي بي (الإنجليزية)
- توماس كاري على موقع ديسكوغز (الإنجليزية)

- Poems by Thomas Carew at PoetryFoundation.org
- The poems and masque of Thomas Carew edited by Joseph Woodfall Ebsworth (1893)
- Index entry for Thomas Carew at Poets' Corner